# Děkanát Svitavy
Děkanát Svitavy je územní část olomoucké arcidiecéze. Tvoří ho 24 farností. Rozloha děkanátu je 650 km², počet obyvatel 59 000. Z tohoto počtu je katolíků 18 000 (30,5%), průměrná účast na nedělních bohoslužbách činí 2000 (11,1%). V děkanátu se nachází 68 kostelů a kaplí. Děkanem je P. Mgr. Václav Dolák, farář ve Svitavách. V děkanátu působí 8 diecézních kněží a 4 řeholní kněží.

## Znak děkanátu

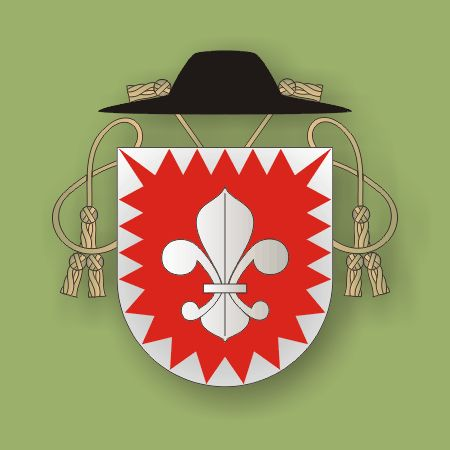
Erb děkanátu Svitavy

### Popis
V červeném štítě stříbrná lilie. Okraj štítu stříbrný pilovaný.

### Původ
Biskup Bruno ze Schauenburku připojil Svitavy a okolí k olomoucké provincii. Z jeho erbu byl vzat červený štít s pilovitým okrajem. Stříbrná lilie vyjadřuje zasvěcení svitavského děkanského chrámu Panně Marii.

## Farnosti
| Farnost                        | Správce                                                                             | Farní kostel            |
| ------------------------------ | ----------------------------------------------------------------------------------- | ----------------------- |
| Biskupice                      | administrátor excurrendo Jevíčko                                                    | sv. Anny                |
| Borotín na Moravě              | administrátor excurrendo Velké Opatovice                                            | Povýšení svatého Kříže  |
| Boršov                         | administrátor excurrendo - P. Mgr. Ing. Marek Cyprián Bobák, OFM z Moravské Třebové | sv. Anny                |
| Březová nad Svitavou           | administrátor excurrendo Radiměř                                                    | sv. Bartoloměje         |
| Deštná u Velkých Opatovic      | administrátor excurrendo Velké Opatovice                                            | sv. Petra a Pavla       |
| Horní Hynčina                  | administrátor excurrendo Radiměř                                                    | sv. Mikuláše            |
| Hradec nad Svitavou            | administrátor excurrendo Svitavy                                                    | sv. Kateřiny            |
| Chornice                       | administrátor excurrendo Jevíčko                                                    | sv. Vavřinec            |
| Jaroměřice u Jevíčka           | administrátor excurrendo Jevíčko                                                    | Povýšení svatého Kříže  |
| Jevíčko                        | farář - P. Mgr. Ing. Josef Slezák                                                   | Nanebevzetí Panny Marie |
| Křenov                         | administrátor excurrendo Jevíčko                                                    | sv. Jana Křtitele       |
| Kunčina                        | administrátor excurrendo Rychnov na Moravě                                          | sv. Jiří                |
| Městečko Trnávka               | administrátor excurrendo Svitavy                                                    | sv. Jakuba staršího     |
| Mladějov na Moravě             | administrátor excurrendo Rychnov na Moravě                                          | Nejsvětější Trojice     |
| Moravská Třebová               | administrátor - P. Mgr. Tomáš Eliáš Paseka, OFM                                     | Nanebevzetí Panny Marie |
| Radiměř                        | farář - R. D. Mgr. Pavel Michut                                                     | sv. Anny                |
| Roubanina                      | administrátor excurrendo Velké Opatovice                                            | sv. Ondřej              |
| Rychnov na Moravě              | administrátor - R. D. Mgr. Karel Macků                                              | sv. Mikuláše            |
| Staré Město u Moravské Třebové | administrátor excurrendo - P. Mgr. Ing. Marek Cyprián Bobák, OFM z Moravské Třebové | sv. Kateřiny            |
| Svitavy                        | farář - R. D. Mgr. Václav Dolák                                                     | Navštívení Panny Marie  |
| Třebařov                       | administrátor excurrendo Rychnov na Moravě                                          | Nejsvětější Trojice     |
| Velké Opatovice                | farář - R. D. Mgr. Miroslav Hřib                                                    | sv. Jiří                |
| Vendolí                        | administrátor excurrendo Svitavy                                                    | sv. Ondřeje             |
| Vranová Lhota                  | administrátor excurrendo Svitavy                                                    | sv. Kateřiny            |

## Fotogalerie

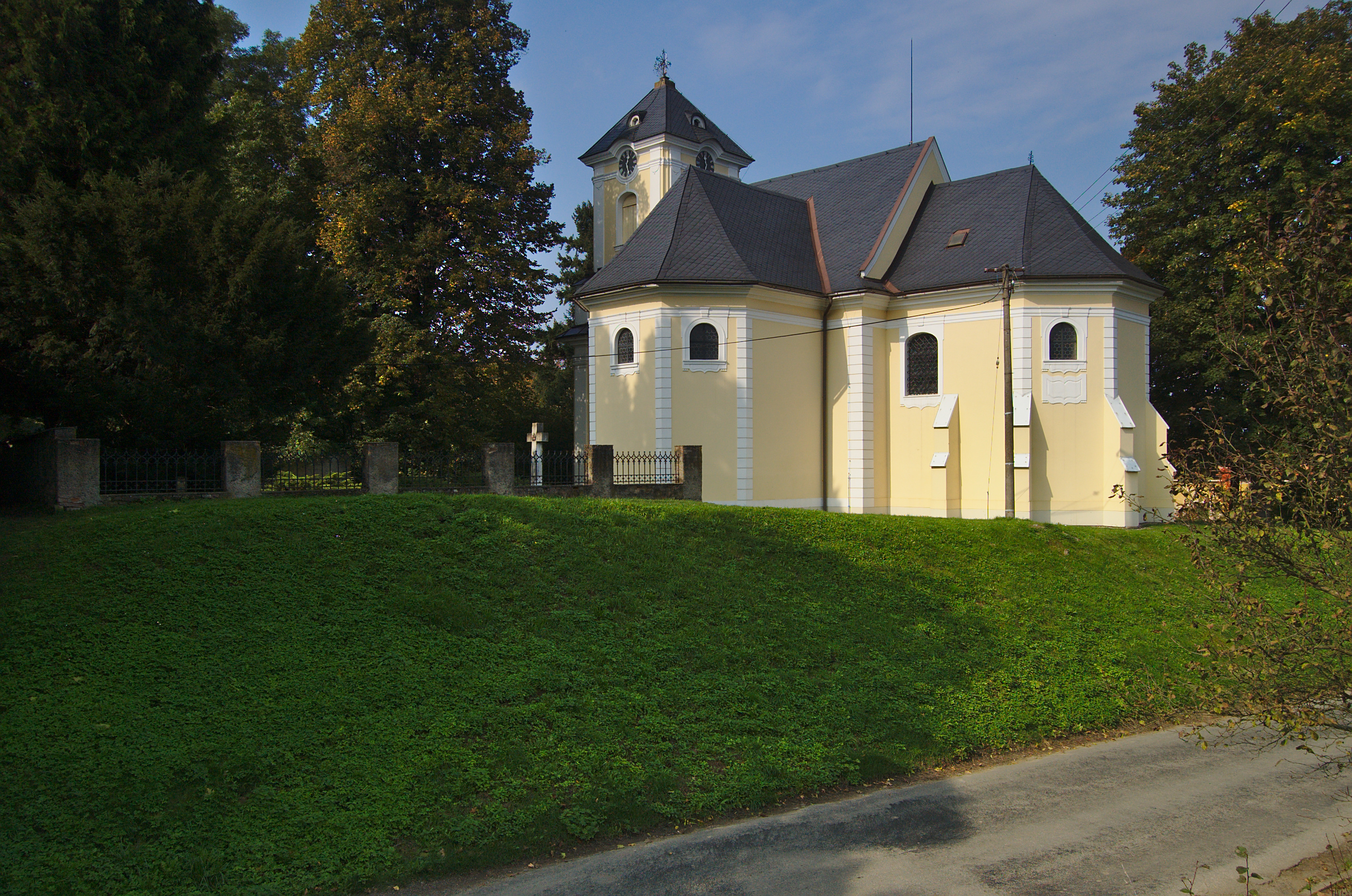
Kostel svatých Petra a Pavla, Biskupice
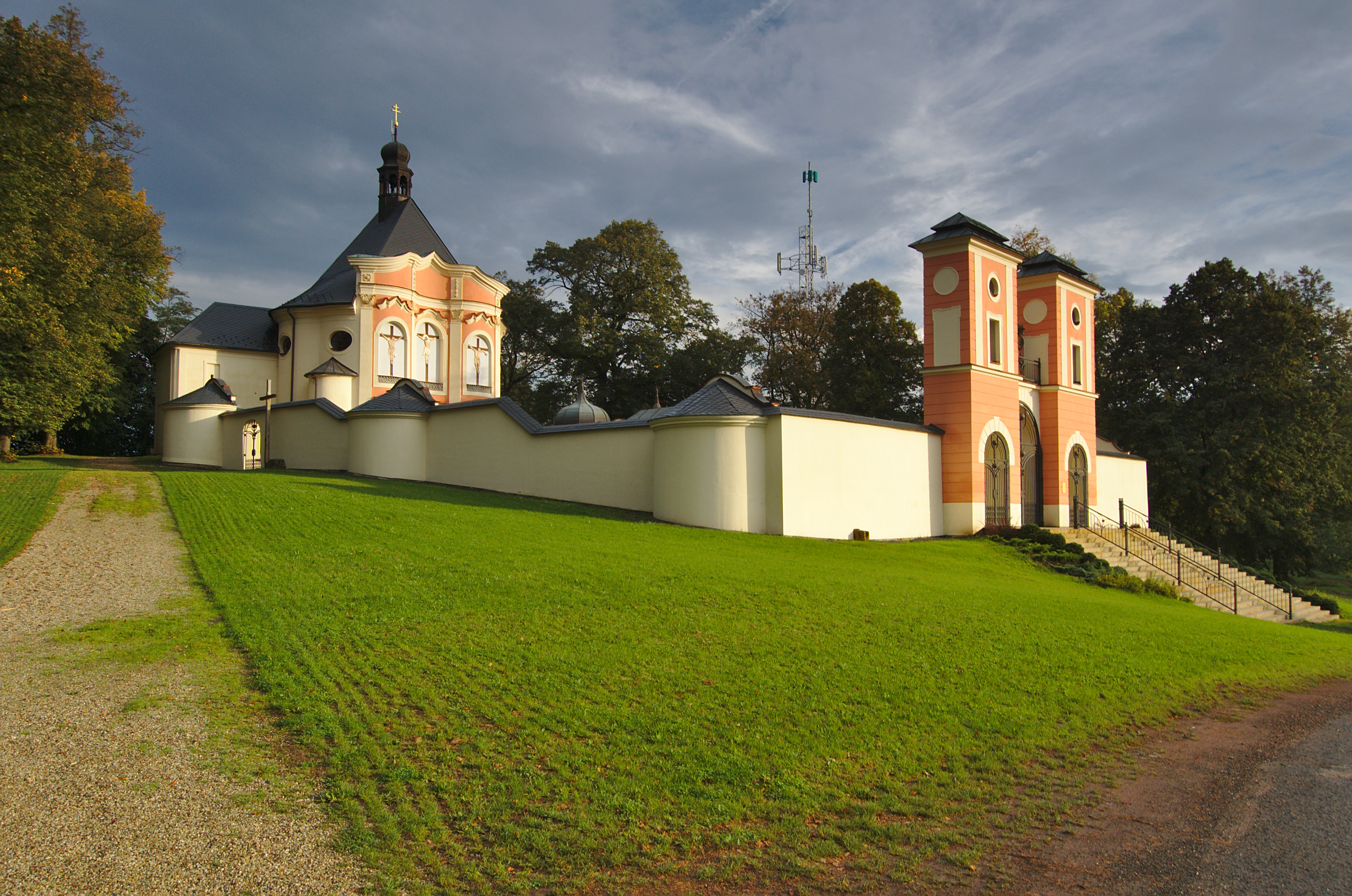
Kostel Povýšení svatého Kříže na Kalvárii, Jaroměřice
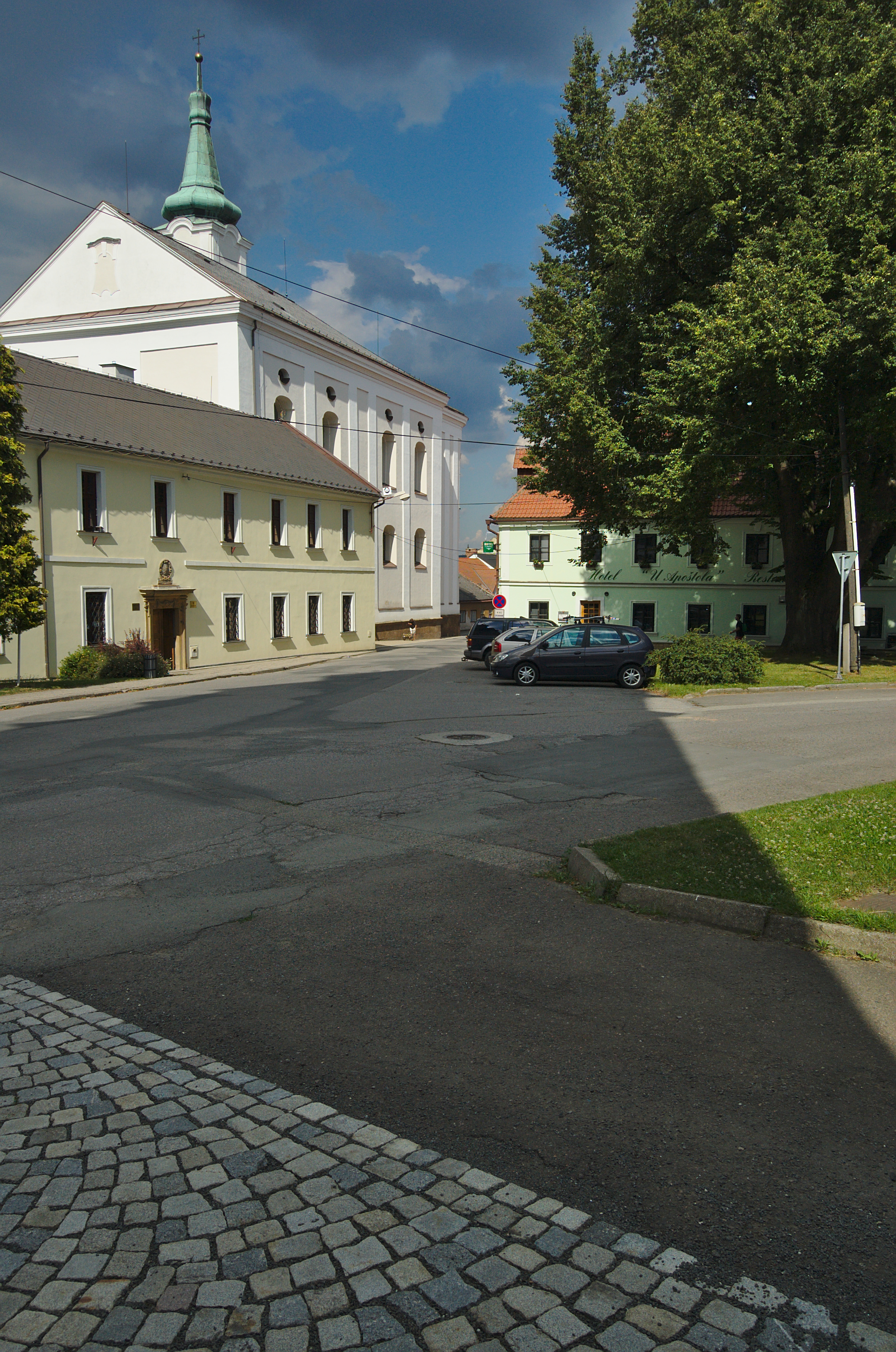
Augustiniánský klášter, za ním kostel Nanebevzetí Panny Marie, Jevíčko
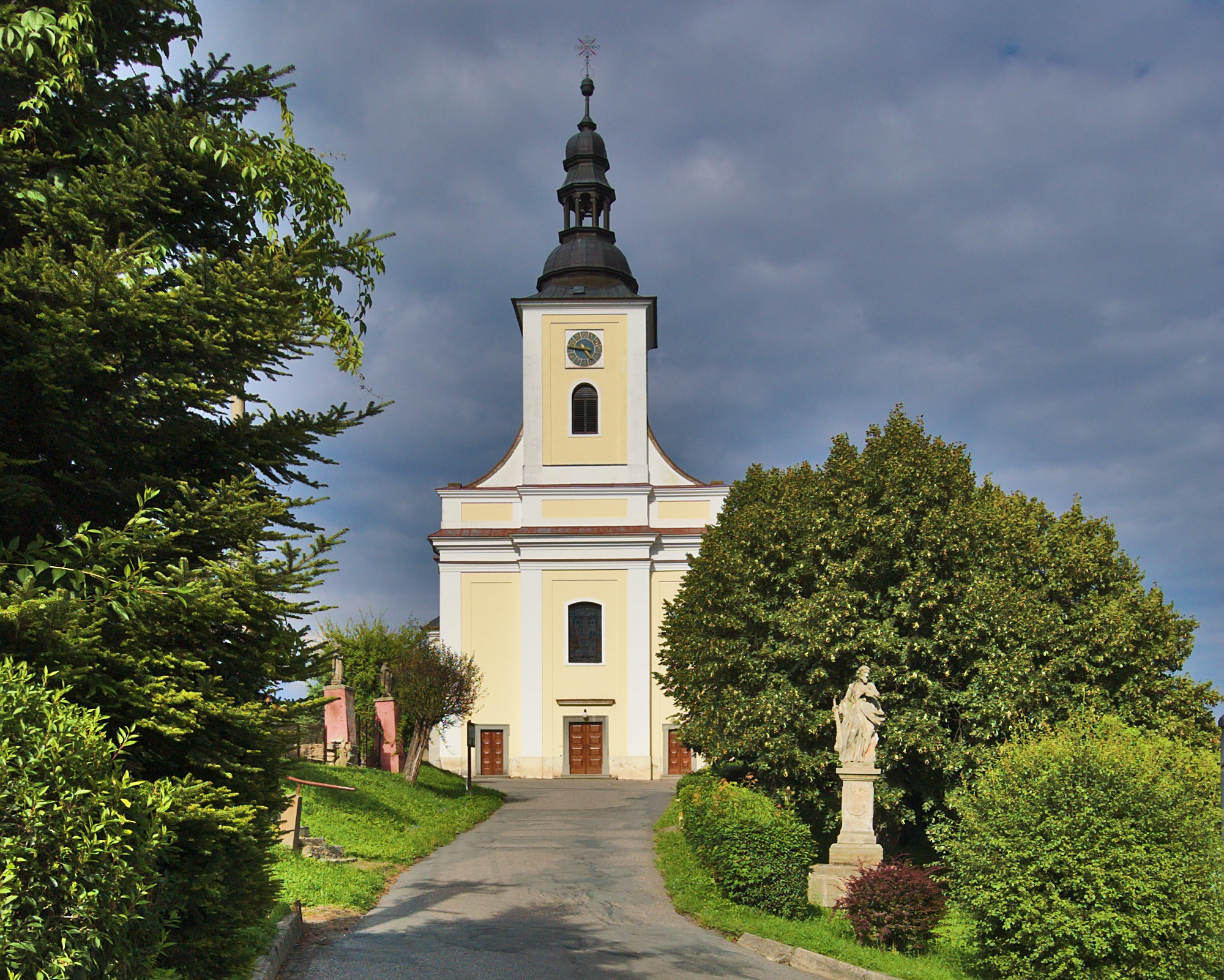
Kostel svatého Jiří, Velké Opatovice